# Минало неопределено време
Минало неопределено време е глаголно време в българския език, изразяващо действие, което се е случило в някакъв минал момент, като резултатът от това действие е налице в момента на говорене. Самото действие остава на заден план, от значение е резултатът, състоянието, породило се като следствие от това действие. Затова миналото неопределено време неофициално се нарича понякога сегашно резултативно.

## Образуване
Минало неопределено време се образува чрез спомагателния глагол съм, спрегнат в сегашно време, и миналото свършено деятелно причастие на спрегаемия глагол. Например глаголът мисля в минало неопределено време се спряга по следния начин:
|      | ед.ч. | ед.ч.       | мн.ч.       |
| ---- | ----- | ----------- | ----------- |
| 1 л. | м.р.  | мислил съм  | мислили сме |
| 1 л. | ж.р.  | мислила съм | мислили сме |
| 1 л. | ср.р. | мислило съм | мислили сме |
| 2 л. | м.р.  | мислил си   | мислили сте |
| 2 л. | ж.р.  | мислила си  | мислили сте |
| 2 л. | ср.р. | мислило си  | мислили сте |
| 3 л. | м.р.  | мислил е    | мислили са  |
| 3 л. | ж.р.  | мислила е   | мислили са  |
| 3 л. | ср.р. | мислило е   | мислили са  |

Формите на спомагателния глагол съм в сегашно време са клитики и нямат собствено ударение; те стоят след причастието, когато глаголът е в началото на изречението или след пауза, и предхождат причастието в останалите случаи.

## Употреба
Основното значение на минало неопределено време е да обозначи действие, което е приключило в някакъв минал момент и чийто резултат е налице към момента на говорене. Минало неопределено време се числи към резултативните времена в българския език, в която група влизат още минало предварително, бъдеще предварително и бъдеще предварително време в миналото.

## Често срещани грешки
Често срещана грешка е използването на минало несвършено деятелно причастие за образуване на минало неопределено време. Това причастие служи само за образуване на преизказни и предположителни глаголни форми.
Пример:
Правилно: Мислил съм по този въпрос, затова имам мнение.
Грешно: Мислел съм по този въпрос, затова имам мнение.
Формата мислел съм може да е:
преизказна за сегашно или минало несвършено време:
- Според него съм мислел твърде много по въпроса. – предположителна за минало несвършено време:
- Може би съм мислел за нещо важно, затова не съм те чул.

Някои глаголи по семантични причини практически не се употребяват в минало свършено време. Такъв е например глаголът зная: формите знаях, знаяхме и т.н., както и причастието знаял не се използват отдавна. В такъв случай се използва миналото несвършено деятелно причастие. Например казва се не съм знаел. Формата не съм знаял е остаряла.